# Брэгг, Брэкстон
Брэкстон Брэгг (англ. Braxton Bragg; 22 марта 1817 — 27 сентября 1876) — офицер армии США, позже генерал Армии Конфедеративных Штатов Америки. Главнокомандующий Западным театром военных действий во время Гражданской войны в США. В память о нём названа одна из крупнейших военных баз армии США Форт-Брэгг.

## Ранние годы
Брэкстон Брэгг родился в Уоррентоне, штат Северная Каролина. Он был одним из шести сыновей Томаса и Маргариты Кросланд Брэгг. Одним из его старших братьев был будущий генеральный прокурор Конфедерации, Томас Брэгг. Ходил слух, что его мать сидела в тюрьме за убийство свободного негра, и были также слухи, что сам Брэгг родился в тюрьме. Однако биографы считают, что семья Брэгга все же была вполне законопослушной. Семья Брэггов считалась бедной, но у отца хватило средств направить Брэкстона в Уоррентонскую Академию, одну из лучших в штате. В своих многочисленных письмах Брэгг впоследствии тепло вспоминал отца, но никогда не упоминал о матери.
Когда Брэкстону исполнилось 10 лет, отец решил избрать для него военную карьеру и попытался устроить сына в военную академию Вест-Пойнт. Это ему удалось, когда старший сын Брэгга, Джон, был избран в законодательное собрание штата и добился содействия сенатора Уильяма Магнума. Брэкстон поступил в академию в возрасте 16-ти лет. Он попал в один класс с будущими генералами гражданской войны: Джозефом Хукером, Джоном Пембертоном, Джубалом Эрли, Джоном Седжвиком и Уильямом Уокером. Обладая хорошей памятью, Брэгг неплохо учился, в 1837 году окончил Вест-Пойнт пятым из 50-ти кадетов, и был определён в 3-й артиллерийский полк в звании второго лейтенанта.

## Военная служба
По окончании академии Брэгг был направлен на службу в форт Монро, а затем, в том же году, отправлен во Флориду для участия во второй семинольской войне (1837—1838). В 1838 году он участвовал в депортации индейцев чероки. 7 июля 1838 года он получил звание первого лейтенанта.
В 1838—1839 годах снова участвовал в семинольской войне. В 1840 года находился на рекрутской службе. В 1840—1842 годах снова воевал во Флориде, в 1842—1845 годах служил в гарнизоне Сент-Огастина во Флориде. В 1845 году участвовал в оккупации Техаса.

### Мексиканская война
Когда началась техасская кампания американо-мексиканской войны, Брэгг участвовал (3-9 мая) в обороне форта Браун, за что получил временное звание капитана, датированное 9 мая. 18 июня 1846 года Брэгг получил звание капитана регулярной армии.
Во время Северомексиканской кампании он участвовал в походе Тейлора на Монтеррей и в штурме Монтеррея.
За храбрость при Монтеррее он получил временное звание майора, датированное 23 сентября.
В сентябре 1847 года мексиканская армия атаковала армию Тейлора у ранчо Буэна-Виста. В ходе сражения при Буэна-Висте Брэгг командовал артиллерийской батареей.
За проявленную при Буэна-Висте храбрость получил временное звание подполковника, датированное 23 сентября 1847 года.
3 января 1856 года Брэгг он вышел в отставку и поселился в луизианском округе Лафурш, где управлял сахарной плантацией. В 1859—1861 он так же был членом правления комитета общественных работ (Board of Public Works) в Луизиане.

### Гражданская война
С началом Гражданской войны в США Брэкстон Брэгг вступил в армию Конфедерации в звании генерал-майора. В 1861 году участвовал в осаде форта Пикенс в заливе Пенсакола.
В начале 1862 года Брэгг был откомандирован в армию Миссисипи. После сражения при Шайло, где Брэгг командовал корпусом, он был повышен в звании и сменил Пьера Борегара на посту командующего войсками западного округа. В последний день 1862 года Брэгг возглавил блестящую атаку на позиции северян при Мерфрисборо (Кентукки), но не смог этот успех закрепить и покинул штат, отступив в Джорджию.
Брэгг был назначен командующим Теннессийской армией, которой предстояло проявить отвагу у Чикамуги и Чаттануги. Но вместо того, чтобы несколькими ударами уничтожить вражескую армию Уильяма Роузкранса, Брэгг загнал её в Чаттанугу и начал многомесячную осаду города, оказавшуюся на деле «ожиданием Гранта».
К этому периоду относится череда конфликтов Брэгга со своими подчиненными генералами — Джеймсом Лонгстритом и Саймоном Букнером, которых вынудил обратиться к президенту Дэвису с просьбой о смещении командующего. Президент, которого с Брэггом связывали теплые дружеские отношения, оставил его во главе осаждающей армии. Брэгг неосмотрительно направил соединения ненадежных генералов в Восточный Теннесси. Ослабленная этим шагом армия не смогла устоять под ударами северян.
Дэвис снял Брэгга с должности командующего Теннесийской армией и назначил его своим военным советником. Когда шумиха вокруг поражения при Чаттануге утихла, Брэгг вернулся в действующую армию и закончил войну в чине командующего дивизией армии Джозефа Джонстона, подчинившись его приказу о капитуляции на станции Дархэм 26 апреля 1865 года.
После войны Брэгг служил главным инженером штата Алабама.